# Callihamina
Callihamina is een geslacht van hooiwagens uit de familie Triaenonychidae.
De wetenschappelijke naam Callihamina is voor het eerst geldig gepubliceerd door Roewer in 1942. 

## Soorten
Callihamina is monotypisch en omvat slechts de volgende soort:
- Callihamina adelaidia